# 総集編
総集編（そうしゅうへん）は、写真集、バラエティ、ドラマ、アニメなどの作品から特に主要なもののみを抜き出して編集したものである。「傑作選」などと呼ばれる場合もある。

## 概要
総集編が製作される理由としては様々なものがあるが、最大の理由としてはこれまでの内容のまとめとしての役割がある。比較的長期間放送されている番組、特に1話〜数話の完結形式でないドラマやアニメの場合、ストーリーが長大かつ複雑になり、視聴者や購読者など情報の受け手側が内容を把握しきれなくなることがある。
このため、情報の送り手（制作サイド）の側にとって、新たな情報の受け手にも内容を把握しやすくする興行的意図が出てくることが、一方受け手側にとってもこれまでの流れを知りたいという要望が高まることがある。
こうした状況を解決する手段の1つとして総集編が制作されることがある。内容は主にこれまでの主要人物が登場したり改めて設定を掘り下げて解説するようなものや、特定の人物に的を絞って再構成したものとなっている。
また、テレビ番組やラジオ番組など活字媒体以外の作品が書籍などにソフト化される際には必然的に情報の取捨選択が行われるため、「総集編」との名称で出版されることもある。

## テレビ番組の場合
比較的長期に渡って放送されるテレビ番組においては、番組の最終回の他、放送期間の中盤や終盤に差し掛かると総集編が放送されることがある。また、シリーズ物や映画化された作品の場合、新シリーズや映画版の放送・公開直前に前シリーズの内容をまとめた総集編などが放送されることもある。バラエティ番組などの場合、節目の回（100回や10周年など）に放送されることもしばしある。連続テレビ小説では『ふたりっ子』以降恒例化している（→連続テレビ小説#総集編・特別編）。
テレビ番組の場合、総集編が制作される理由としては内容のまとめ以外にも制作工程上の都合もある。テレビドラマやテレビアニメ、バラエティの制作現場においてはスケジュールが予定通りにいかず逼迫することもままあり、これを緩和するために通常の回に比べ制作に関わる手間や費用を少なくできる総集編が放送されることがある（漫画『かってに改蔵』単行本7巻では「アニメの13話あたりでやる」と取り上げられている）。例えば、アニメ『銀魂』では、「引き伸ばしや制作費用の都合などの理由」というメタフィクショナルな触れ込みで総集編を放送した。あるいはあらかじめスケジュールに余裕を持たせたい場合にも総集編が放送されることがある（場合によっては特番を放送する）。特にお盆期間や年末年始、番組改編期などには制作スタッフが一斉に休暇を取るなどの目的のため総集編が放送されることがある。
それ以外に、番組の制作や放送に支障が生じた場合に急きょ総集編が放送されることもある。
例として、『ダウンタウンのごっつええ感じ』のスタッフとの対立による収録ボイコットや、『トリビアの泉 〜素晴らしきムダ知識〜』での素材の枯渇などがある。またスポーツ中継が中止になった場合の雨傘番組、何らかの理由で放送が中止された場合の代替番組、『発掘!あるある大事典II』の打ち切り直後の『ジャンクSPORTS』の拡大版など前後の放送枠の穴埋めとしてのつなぎ番組として放送する場合もある。
アニメ『学校の怪談』第2話の放送途中に第3話「あたしきれい? 口裂け女」（2000年11月5日放送予定）の次回予告が流れた直後、口唇口蓋裂症の障害者団体から抗議を受けたことで第3話の放送が中止され、急きょ第1話・第2話の総集編「特別編!! 霊眠の恐怖」に差し替えられた。その後、当該話は欠番（封印作品）とされ、ビデオグラム版に収録されなかった。
類似した理由として『行列のできる法律相談所』では一時期、毎年8月末の放送でその前に放送される『24時間テレビ』の「24時間マラソン」が放送時間内に収まりきらなかった場合に生放送で補うため総集編を放送していたことがある（最近では収まりきった場合は通常通りの内容を放送している）。それ以外に裏番組に高視聴率が期待される特番やスポーツ中継が放送される場合、始めから視聴率獲得が期待されないとして総集編を放送することもある。また再放送の場合に権利関係の手続きを少なくするためや、現在の実情にそぐわない場面が多いために総集編と放送されることもある。
総集編が放送されるのはレギュラー枠（通常の放送時間）の場合と、他番組内やローカルセールス枠などレギュラー枠以外の場合がある。レギュラー枠以外の例としては『THE・サンデー』で放送されていた「3分でわかる『ごくせん』」などがある。レギュラー枠内での放送の場合は制作工程上の理由が、レギュラー枠外での放送の場合はこれまでの総括としての理由が大きくなる。この他、地方局がレギュラー枠の一部で自社制作番組や他系列番組等を放送する場合、枠に収めるために短縮版の「総集編」を放送する場合がある。
『秘密のケンミンSHOW』（讀賣テレビ放送）に関しては「ytv MyDo!」で見逃し配信が開始されてからは、司会者のみで進行する総集編が特別番組が制作させる時期に合わせて制作されるようになっている。
また現在では、単にそれまでの放送内容を編集しただけの総集編では本放送を見ていた視聴者にとっては魅力に乏しくなるため、新たに収録したシーンや本放送時にカットされた未公開シーンなどを追加した言わば「総集編的内容」のものが作られる傾向にある。ドラマやアニメといったシリーズ作品では、総集編シーンでの裏側や以降のの展開を窺わせる内容といった、単話で成り立つストーリーで作られることもある。

## 書籍の場合
小説や漫画の場合、過去の人気作や有名作家の作品数作を単行本などとは別に傑作選として刊行される場合がある。この場合、選出するのは基本的に作者か編集サイドであるが、読者投票で選ばれた作品を収録した『こちら葛飾区亀有公園前派出所特別注文』や、他の漫画家が選んだ作品を収録した『フジ三太郎名場面』など特殊な事例もある。
芸能人の写真集の場合、過去に発売された数冊の写真集から一部のページを選出して新たに発売される場合がある。